# Економіка Австралії
Австралія, Австралійський Союз (англ. Australia, Commonwealth of Australia) — держава на материку Австралія, острові Тасманія та ін. прилеглих островах. Омивається водами Тихого океану на сході, Індійського океану — на заході й півдні. Площа 7,687 млн км². Населення — 26.950 млн чол. (2025). Столиця — Канберра. В адміністративному відношенні А. розділена на 6 штатів і 2 території. Офіційна мова — англійська. Грошова одиниця — австралійський долар. Членство в міжнародних організаціях — ООН, МБРР, МВФ, СОТ, АТЕС, МФЧХіЧП, ОЕСР та інші.

## Характеристика господарства Австралії
Австралія — високорозвинена індустріально-аграрна країна з багатогалузевою економікою і високим науково-технічним потенціалом. Посідає 12-е місце серед членів Організації економічного співробітництва і розвитку за основними статистичними показниками, включаючи життєвий рівень населення. Основні галузі промисловості: хімічна, гірнича, електротехнічна, гідроенергетична, сталеплавильна, харчова, текстильна та легка промисловість, машинобудування. Транспорт — залізничний, автомобільний, морський, трубопровідний, повітряний (629летовищ). За масштабами обороту масових вантажів провідні позиції посідають порти Дампір (залізна руда), Порт-Хедленд (залізна руда), Ньюкасл (кам'яне вугілля і залізна руда) і Хей-Пойнт (кам'яне вугілля). Столиці всіх штатів розташовані на узбережжі і є вантажними портами загального типу. Мельбурн, Сідней, Брисбен і Фрімантл (аванпорт Перта) є найбільшими портами за показниками загального вантажообігу.
За даними Australian Bureau of Statistics та World Bank 2024 року:
ВВП — приблизно 1,9 трильйона австралійських доларів (приблизно $1,3 трлн USD).
Темп зростання ВВП — 2,1 %.
ВВП на душу населення — близько 74 000 AUD (приблизно $50 000 USD).
Прямі закордонні інвестиції — близько 100 млрд AUD (приблизно $65 млрд USD).
Імпорт (машини, транспортні засоби, електронне обладнання, хімічна продукція та ін.) — близько 280 млрд AUD (основні країни: Китай — 21 %, США — 12 %, Японія — 6 %).
Експорт (мінеральна сировина, готові вироби, сільськогосподарські продукти) — близько 330 млрд AUD (основні країни: Китай — 30 %, Японія — 14 %, Індія — 9 %).
На початку 1990-х років економіка Австралії переживала спад. Економічна криза в країнах Азії 1997—1998 рр. негативно не вплинула економіку Австралії. З 1998—1999 рр. країна вступила в період підйому з низькими темпами інфляції. У 1998 зафіксовано рекордний показник зростання ВВП — 5 % (в США — 3,6 %, в країнах Організації економічної співпраці і розвитку в середньому 2,6 % і в Японії — 3,5 %).
Асортимент продукції, яку виробляють в Австралії, дуже широкий — від продуктів харчування і модного одягу, від електроніки і предметів домашнього побуту до найскладніших виробів точного приладобудування і найсучасніших комплексів для нафтопереробної промисловості і виробництва пластмас. Австралія є найбільшим у світі виробником і постачальником високоякісної вовни, одним з провідних експортерів м'яса і пшениці. Важливу частину експорту Австралії становлять молочні продукти, рис, цукор, фрукти, високоякісні вина, а також бавовна. Торговельні відносини зв'язують Австралію майже з 200 країнами світу.
Розвитку обробної промисловості в Австралії сприяло скорочення імпорту в роки Другої світової війни. Розширення цієї галузі продовжувалося в 1950-х і 1960-х роках, і зайнятість там зросла на 70 %. У 1970-х роках зростання зайнятості в обробній промисловості загальмувався, і ця тенденція зберігається й досі.
Сучасна Австралія (згіднно з Australian Bureau of Statistics (ABS) та Department of Agriculture, Fisheries and Forestry (DAFF), а також прогнозів ABARES за 2024 рік.)
Сучасна Австралія є лідером Кернської групи країн-виробників сільськогосподарської продукції, що об'єднує понад 19 країн, які виступають за лібералізацію аграрної торгівлі. Країни цієї групи формують значну частину світового експорту сільськогосподарської продукції. Австралія активно просуває відкриття ринків та усунення торговельних бар'єрів, особливо з боку ЄС.
У 2024 році в Австралії нараховувалося близько 3,13 мільйона овець (дані за грудень), і країна залишається одним із провідних виробників вовни у світі. Хоча частка у світовому поголів'ї овець менша, ніж раніше, австралійська шерсть зберігає високу якість і попит на експортних ринках. Крім того, Австралія є одним із ключових світових експортерів зернових культур, цукру, молочних продуктів та фруктів.
Австралійські ферми здебільшого великі за площею, капіталомісткі, орієнтовані на вирощування певного виду сільськогосподарської продукції та її експорт. Орні землі займають менш ніж 10 % території країни. Пшеницю вирощують у всіх штатах, і у 2024–2025 фінансовому році її виробництво оцінюється на рівні 31,8 млн тонн, з яких 70–80 % експортується. Сезон сівби пшениці в Австралії починається взимку (травень–липень), а збирання врожаю проходить спочатку в Квінсленді (вересень–жовтень), а пізніше — у Вікторії та Західній Австралії (січень).
У зонах вирощування пшениці також поширене виробництво ячменю (12,2 млн тонн), овесу, фуражу, а також гороху нут (1,3 млн тонн), каноли (5,5 млн тонн) і льону (1,7 млн тонн). У північних регіонах — Квінсленді та на узбережжі Нового Південного Уельсу — вирощується цукрова тростина, збір якої повністю механізований.
Крім цього, в Австралії культивують бавовну, рис (518 тис. тонн), сорго, тютюн, олійні культури і фрукти як помірного, так і тропічного клімату. У всіх штатах, особливо в Новому Південному Уельсі, Вікторії та Південній Австралії, розвинуте виноградарство. У 2024–2025 році прогнозується виробництво 1,43 млн тонн винограду, а вартість виробництва вина оцінюється в 888 млн австралійських доларів, значна частина якого йде на експорт (до 2,4 млрд AUD), особливо після скасування тарифів Китаєм.
Вівчарство поширене в усіх штатах. Приблизно третина овець знаходиться в посушливому пасторальному поясі, де переважає порода мериносів. У регіонах з опадами 380–635 мм на рік тваринництво поєднується з рослинництвом. Прикладом є штат Вікторія, де фермери одночасно займаються вирощуванням пшениці та розведенням овець і ягнят.
Австралія відносно добре забезпечена енергетичними мінеральними ресурсами. Вона володіє близько 8 % світових запасів кам’яного вугілля та 15 % бурого вугілля. За запасами урану Австралія, ймовірно, займає друге місце у світі. Запаси нафти обмежені, натомість природного газу — значні. Гідроелектростанції забезпечують близько 10 % електроенергії країни.

## Торгівля

Австралійський експорт. 2006 рік.

Загальний експорт Австралії у 2024 році склав 43,82 мільярда австралійських доларів на місяць (дані за листопад), що демонструє зростання на 4,8% порівняно з попереднім місяцем. Імпорт у цей період становив 36,74 мільярда австралійських доларів, що на 1,7% більше, ніж у жовтні.
Основні статті експорту Австралії у 2024 році:
- Металеві руди та мінерали — зростання на 4,0% (залізні руди залишаються однією з провідних позицій),
- Кам’яне вугілля, кокс та брикети — +1,5%,
- Золото (немонетарне) — +10,3%, обсяг експорту склав 3,87 млрд AUD,
- Природний газ та інші мінеральні палива — +3,2%,
- Сільськогосподарські товари — +18,1%, включно з м’ясом, зерновими, вовною,
- Машини та обладнання — незначне зростання на 0,4%,
- Вовна та шкіри овець — +10,2%,
- М’ясо та м’ясні продукти — +4,0%,
- Зернові культури — +9,2%.

Значне зростання експорту спостерігалося до таких країн:
- Індія — +39,9%,
- Японія — +17,3%,
- Індонезія — +8,0%,
- Китай — +3,0%.

Імпортна структура Австралії у 2024 році включала такі основні товари:
- Паливо та мастильні матеріали — +3,4%,
- Оброблені промислові товари (зокрема пластмаси, хімікати) — +0,6% і +7,9% відповідно,
- Машини та промислове обладнання — +2,9%,
- Телекомунікаційне обладнання — +3,1%,
- Комп’ютери та електроніка — +4,6%,
- Золото (немонетарне) — +25,8% до 945 млн AUD.

Найбільшими країнами-постачальниками імпортних товарів до Австралії у 2024 році були:
- Китай — 21% загального імпорту,
- США — 12%,
- Японія — 5,8%,
- Південна Корея — 5,2%,
- Сінгапур — 4,5%.

## Інфляція

### Інфляція станом на 2024 рік.2
Споживча інфляція в Австралії прискорилася у 2024 році, досягнувши рівня 6,3% (річне зростання до грудня 2024 року). Базова інфляція, яку відстежує Резервний банк Австралії (РБА), становила 5,4%, що є найвищим показником за останні 30 років. Центральний банк протягом 2024 року послідовно підвищував облікову ставку для стримування інфляції, і на кінець року вона становила 4,10%.